# Kościół Świętego Michała Archanioła w Łazach
Kościół Świętego Michała Archanioła – kościół parafialny parafii św. Michała Archanioła. Mieści się przy ul. Tadeusza Kościuszki.

## Historia
W 1916 roku zbudowano kaplicę, którą rozebrano podczas budowy nowej świątyni. Nowy  kościół powstał w latach 1934-1949 według projektu Jerzego Struszkiewicza w stylu modernistycznym, z przerwą na czas II wojny światowej. Został on pobłogosławiony w dniu 29 września 1949 r. we wspomnienie św. Michała Archanioła i konsekrowany w dniu 21 czerwca 1953 r. przez biskupa częstochowskiego Zdzisława Golińskiego w uroczystość Najświętszego Serca Pana Jezusa. 

## Opis
Trójnawowy kościół został zbudowany na rzucie prostokąta i jest zakończony półokrągłym prezbiterium. Wieża ma kształt prostokąta.  Zbudowano go z żelbetonu i przykryto płaskim dachem. Ściany zewnętrzne zostały oblicowane cegłą cementową. We wnętrzu znajdują się m.in. witraże przedstawiające patrona świątyni, św. Michała Archanioła.

## Galeria

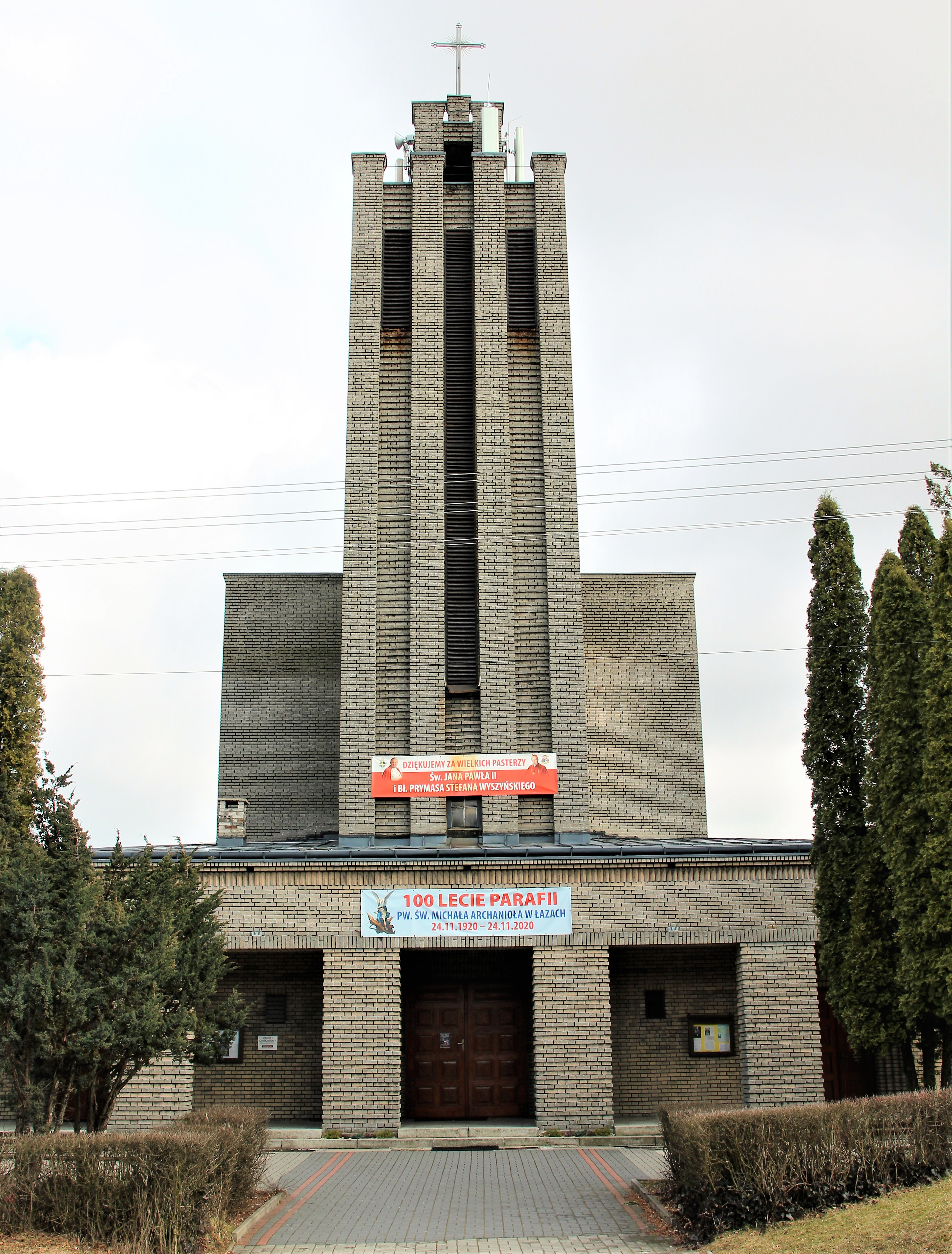
Wieża i wejście
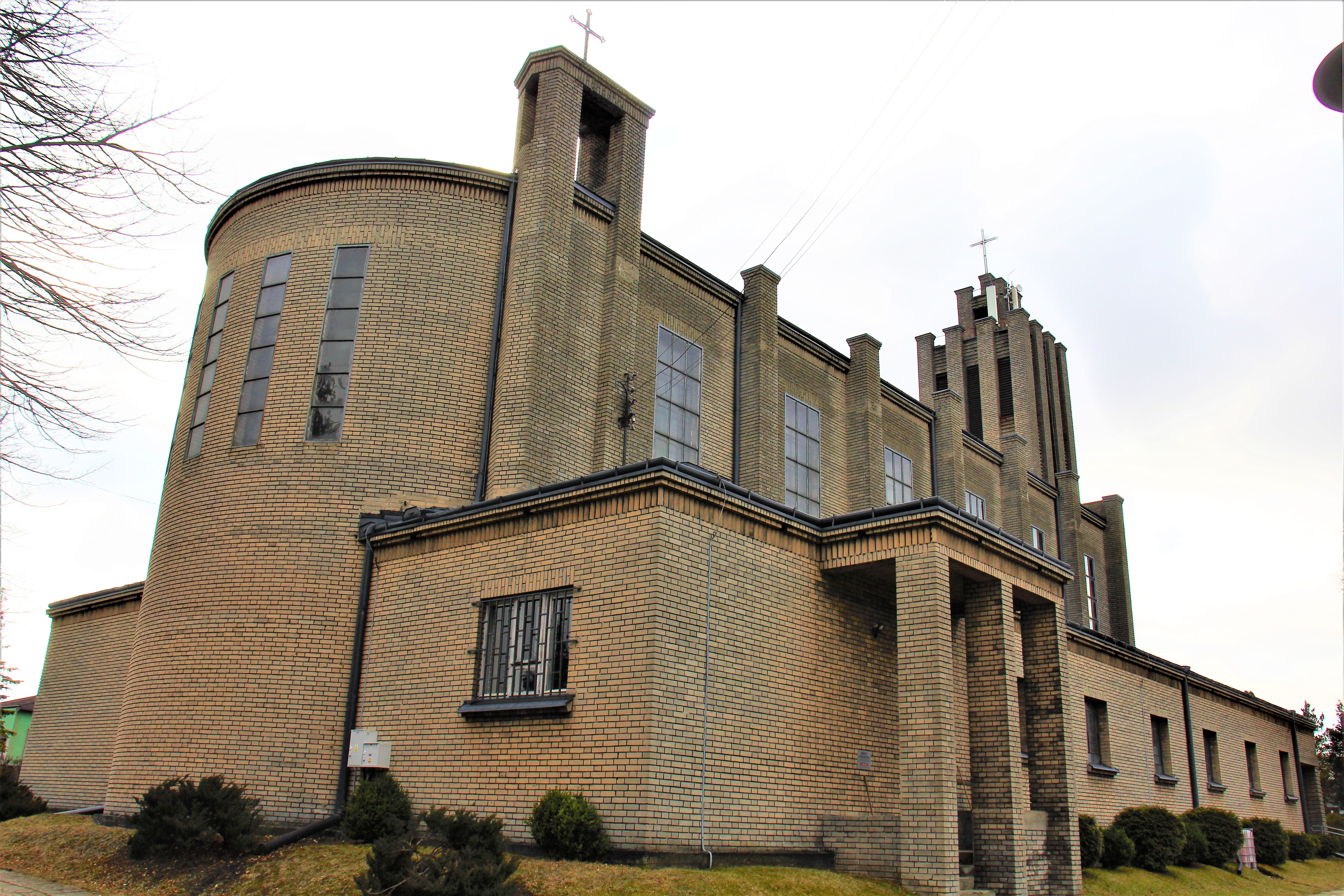
Prezbiterium i dzwonnica
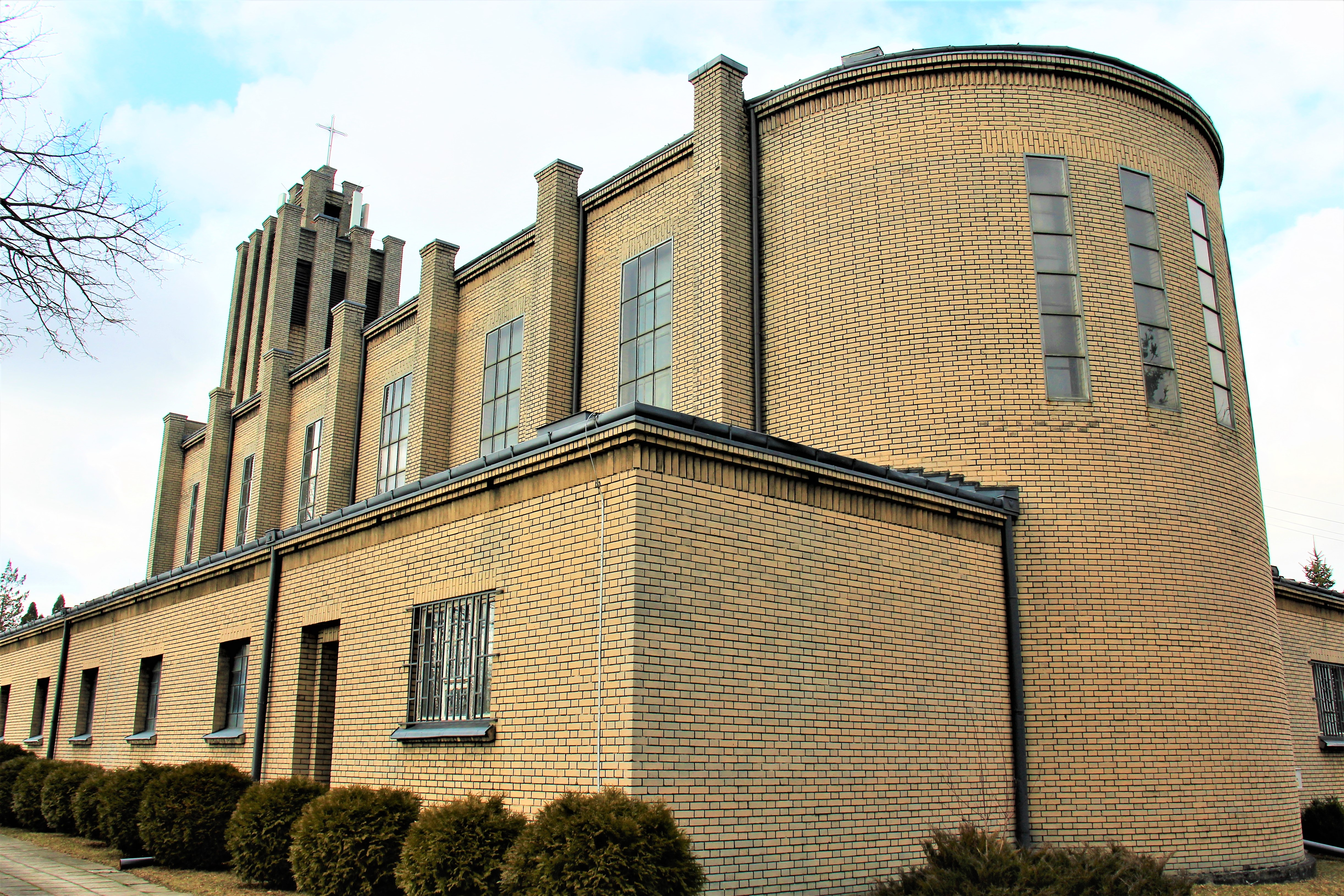
Prezbiterium